# Liste de l'équipement de l'Armée canadienne
Liste des équipements utilisés par l'Armée de terre canadienne[Quand ?].

## Véhicules
- M113A3
- Char Léopard 2A4M CAN
- ADATS, entré en service en 1988, retiré du service en avril 2011[1].
- AVGP Cougar (VBP), en service de 1976 à 2005.
- VBL III
- Véhicule de reconnaissance Coyote
- Bandvagn 206

## Véhicules du génie militaire
- Aardvark JSFU
- Badger, un véhicule du génie blindé basé sur le châssis du char Leopard 1
- Beaver, un véhicule poseur de ponts basé sur le châssis du char Leopard 1

## Armes
| MODELE/TYPE                                       | NOMBRE EN SERVICE | ENTRÉE EN SERVICE | FABRICANT                               | REMARQUES                                        |
| ------------------------------------------------- | ----------------- | ----------------- | --------------------------------------- | ------------------------------------------------ |
| Mitrailleuse C9                                   | N/A               | N/A               | FN Herstal, Belgique                    |                                                  |
| C7A1/C-7A2 rifle/Carabine C8                      | N/A               | N/A               | Diemaco/Colt Canada, Canada             |                                                  |
| Mitrailleuse C6                                   | N/A               | N/A               | FN MAG, Belgique                        |                                                  |
| Mitrailleuse lourde Browning M2                   | N/A               | N/A               | John M. Browning, États-Unis            |                                                  |
| Browning 9 mm pistol                              | N/A               | 1944              | John Inglis, Canada                     |                                                  |
| SIG P226/SIG P225/SIG P229                        | N/A               | 1975              | SIG-Sauer, Allemagne/ Suisse            | Le P225 arme la Police militaire.                |
| Long Range Sniper Weapon (LRSW)                   | N/A               | 2000              | McMillan Brothers, Canada               |                                                  |
| C3A1 sniper rifle                                 | N/A               | N/A               | Parker Hale, Royaume-Uni                | en cours de remplacement par le C14 sniper rifle |
| C14 Timberwolf .338 Lapua sniper rifle            | N/A               | 2005              | PGW Defence Technologies Inc., Canada   | vient d’entrer en service                        |
| C13 fragmentation grenade                         | N/A               | N/A               | États-Unis                              |                                                  |
| Lance-grenade M203A1 grenade launcher             | N/A               | N/A               | États-Unis                              |                                                  |
| Missile antichar TOW                              | N/A               | N/A               | États-Unis                              |                                                  |
| Canon sans recul M3 Carl Gustav 84 mm SRAAW(M)    | N/A               | N/A               | Bofors,                                 |                                                  |
| M72 anti-tank weapon                              | N/A               | N/A               | Nammo,                                  |                                                  |
| 81 mm mortar                                      | N/A               | N/A               | Royaume-Uni                             |                                                  |
| 60 mm mortar                                      | N/A               | N/A               | États-Unis                              |                                                  |
| ERYX short-range anti-armour weapon (heavy)       | 435               | 1994              | MBDA, France                            |                                                  |
| Javelin short-range air defence missile           | 110               | N/A               | Royaume-Uni                             | Hors service depuis 2003                         |
| Obusier LG1 Mark II de 105 mm                     | 28                | 1997              | Giat Industries, France                 |                                                  |
| Obusier léger M777 155 mm                         | 37,               | 2005              | British Vickers, Royaume-Uni            |                                                  |
| Obus d'artillerie guidée M982 Excalibur de 155 mm | N/A               | 2008              | Raytheon/BAE Systems Bofors, États-Unis |                                                  |
| Oerlikon 35 mm GDF-005 /Radar Skyguard            | 20/10             | 1950-1970         | Oerlikon, Allemagne                     |                                                  |
| C1 close support howitzer                         | N/A               | N/A               | États-Unis                              |                                                  |
| C3 close support howitzer                         | N/A               | N/A               | États-Unis                              |                                                  |
| Remington 870. 1950                               | N/A               | N/A               | Remington Arms, États-Unis              |                                                  |

## Autres
- Tourelleau Nanuk
- radar tridimensionnel à balayage électronique EL/M-2084 (en) de contre-batterie, utilisé à partir de 2018 sous le nom de « radar à moyenne portée »[4]
- Drone Boeing Insitu RQ-21 Blackjack (en) achetés à 5 exemplaires et livré entre 2017[5] et 2019 sous le nom de « CU172 Blackjack »[6]